# 꿈의 팝송
《꿈의 팝송》은 2002년 10월에 발매된 언니네이발관의 세 번째 정규 앨범이다.
앨범 발매에 앞서 광화문 교보문고 등에서 쇼케이스를 하기도 했다. 첫 번째 싱글인 〈헤븐 (단 한번의 사랑)〉의 뮤직비디오가 제작되었다.
2002년 12월 12일에는 연세대학교 100주년 기념관에서 창단 이후 첫 단독 콘서트를 개최하였다.

## 수록곡 목록
1. 헤븐 (단 한번의 사랑) 
(이석원 작곡, 이능룡·이석원·데이트리퍼 편곡)
2. 나를 잊었나요? 
(이석원·이능룡 작곡, 정무진·이석원 편곡, 유지훈 엔딩 키보드 솔로)
3. 괜찮아 
(이석원·데이트리퍼 작곡, 데이트리퍼·이석원·이능룡 편곡)
4. 남자의 마음 
(정무진 작/편곡)
5. 울면서 달리기 
(이석원·정무진·데이트리퍼 작곡, 이능룡 기타 솔로)
6. 2002년의 시간들 
(이석원·정무진 작곡, 이능룡 편곡, 이민재 메인 아르페지오)
7. 지루한 일요일 
(데이트리퍼 작곡, 이능룡 기타)
8. 불우스타 
(이석원·이능룡 작곡)
9. 안녕 
(이능룡 작곡)
10. 표정 
(이석원·정무진 작곡, 이능룡 편곡)
11. 언젠가 이발관 
(정무진·이석원·이능룡 작곡)

## 참여 멤버
- 이석원: 보컬, 기타
- 이능룡: 리드 기타
- 정무진: 베이스 기타, 프로그래밍
- 전대정: 드럼
- 객원 멤버
  - 데이트리퍼: 공동 작·편곡, 프로그래밍